# 스튜디오 60
《스튜디오 60》(Studio 60 on the Sunset Strip)는 2006년부터 2007년까지 NBC에서 방영된 미국의 드라마이다. 《웨스트 윙》 등의 드라마로 유명한 에런 소킨이 기획하였으며, 소킨과 토머스 슈래임(Thomas Schlamme)이 제작 총지휘자(executive producer)를 맡았다. 미국에서 2006년 9월 18일에 첫 에피소드가 방영되었으며 2007년 6월 28일 22번째 에피소드를 끝으로 종영하였다.
이 드라마는 NBC에서 실제로 방영되고 있는 프로그램 《새터데이 나이트 라이브(Saturday Night Live)》와 비슷한 포맷의 《Studio 60 on the Sunset Strip》이라는 가상의 라이브 스케치 코미디 쇼의 이야기를 다루었다. 빠른 대사, 정치/종교 문제 등 현재 미국의 이슈들을 정면으로 다루고 있는 등 애런 소킨의 전작인 《웨스트 윙》과 유사한 점이 많이 있다.